# Lịch sử Ấn Độ
Lịch sử Ấn Độ bắt đầu với thời kỳ Văn minh lưu vực sông Ấn Độ, một nền văn minh phát triển hưng thịnh tại phần Tây Bắc tiểu lục địa Ấn Độ từ năm 3300 đến 1700 trước công nguyên. Nền văn minh thời đại đồ đá này được nối tiếp bởi thời đại đồ sắt thuộc thời kỳ Vệ Đà, thời kỳ đã chứng kiến sự nở rộ của những vương quốc lớn được biết đến với cái tên Mahajanapada. Giữa hai giai đoạn này, vào thế kỷ thứ VI trước công nguyên, Mahavira và Thích-ca Mâu-ni ra đời.
Phần lớn Ấn Độ lục địa nằm dưới sự cai trị của đế quốc Maurya    suốt thế kỷ thứ IV và thứ III trước công nguyên. Sau đó nó lại tan vỡ và rất nhiều phần bị thống trị bởi vô số những vương quốc thời Trung Cổ trong hơn 10 thế kỷ tiếp theo. Những phần phía Bắc được tái hợp một lần nữa vào thế kỷ thứ IV của Công Nguyên và duy trì được sự thống nhất này trong hai thế kỷ tiếp theo, dưới thời của đế quốc Gupta. Đây được coi là thời kỳ hoàng kim của Ấn Độ. Trong suốt giai đoạn cùng thời, và vài thế kỷ sau đó, Ấn Độ bị thống trị bởi nhà Chalukya, nhà Chola, nhà Pallava và nhà Pandya, và trải qua giai đoạn vàng son của mỗi thời kỳ. Cũng trong thời điểm này, Ấn Độ giáo và Phật giáo lan tỏa tới rất nhiều vùng tại Đông Nam Á.
Hồi giáo du nhập vào đầu thế kỷ thứ VIII cùng với sự xâm lược Baluchistan và Sindh của Muhammad bin Qasim. Những sự xâm lấn của đạo Hồi từ Trung Á giữa thế kỷ thứ X và XV dẫn đến việc phần lớn Bắc Ấn Độ chịu sự thống trị của Vương quốc Hồi giáo Delhi giai đoạn đầu và sau đó là đế quốc Mogul. Sự thống trị của đế quốc Mogul, đế chế đã mở ra giai đoạn của thời kỳ thăng hoa và phát triển mạnh mẽ của nghệ thuật và kiến trúc, đã bao phủ phần lớn phía Bắc tiểu lục địa. Tuy nhiên, một vài quốc gia độc lập, như đế quốc Maratha và đế quốc Vijayanagara, cũng phát triển hưng thịnh trong cùng giai đoạn tại phía Tây và Bắc Ấn Độ. Mở đầu giai đoạn giữa thế kỷ XVIII và hơn một thế kỷ sau đó, Ấn Độ dần dần bị công ty Đông Ấn Anh Quốc thôn tính. Nỗi bất mãn với sự cai trị của công ty này đã dẫn đến khởi nghĩa Ấn Độ 1857, sau đó thì Ấn Độ được điều hành trực tiếp bởi Hoàng Gia Anh Quốc cũng như chứng kiến thời kỳ phát triển mạnh mẽ về cơ sở vật chất cũng như sự suy thoái về kinh tế.
Trong suốt nửa đầu thế kỷ XX, cuộc đấu tranh độc lập toàn quốc được khởi xướng bởi đảng Quốc Đại Ấn Độ, sau đó được kết hợp bởi đảng liên đoàn Hồi giáo. Tiểu lục địa giành được độc lập từ vương quốc Anh năm 1947 sau khi bị chia cắt thành hai quốc gia Ấn Độ và Pakistan. Cánh phía Đông của Pakistan sau đó trở thành quốc gia Bangladesh năm 1971.

## Thời tiền sử

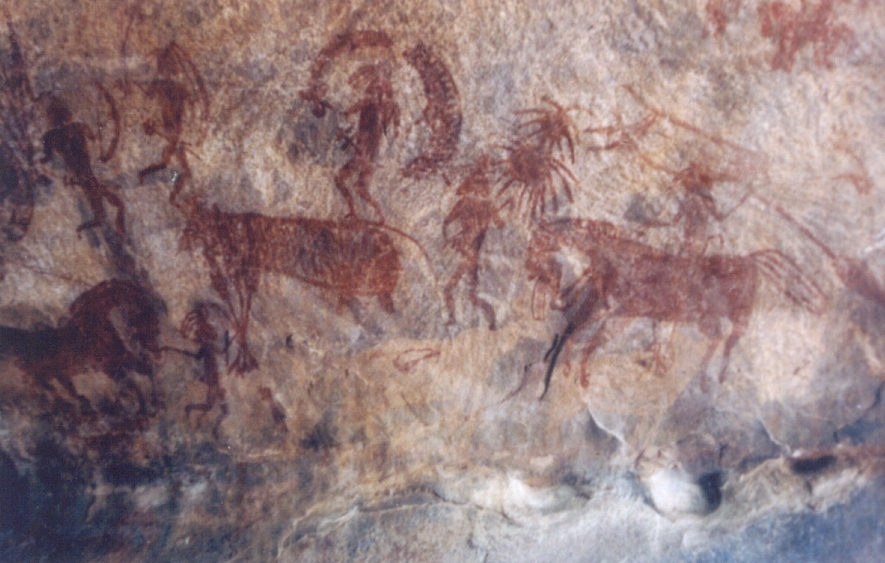
hình vẽ trên đá tại hang Bhimbetka

Những di vật riêng rẽ của người vượn đứng thẳng tại Hathnora, thuộc lưu vực Narmada tại Trung Ấn chứng tỏ rằng Ấn Độ đã có người định cư ít nhất từ thời trung kỷ pleitoxen, độ khoảng 200.000 đến 500.000 năm trước. Thời kỳ đồ đá giữa tại tiểu lục địa Ấn Độ bao phủ một khoảng thời gian độ 250.000, bắt đầu khoảng 300.000 năm trước. Con người hiện đại có vẻ đã định cư ở tiểu lục địa trước giao đoạn cuối của kỷ Băng Hà cuối cùng, khoảng chừng 12.000 năm trước. Những sự định cư lâu dài đầu tiên được xác nhận xuất hiện 9.000 năm trước tại hang đá Bhimbetka, thuộc bang Madhya Pradesh ngày nay. Sự khám phá ra Mehrgarh (7000 năm trước công nguyên trở về trước) là biểu tưởng của văn hóa thời đầu đồ đá mới, nó thuộc tỉnh Balochistan của Pakistan ngày nay. Những dấu tích của văn hóa của một thời kỳ đồ đá mới đã được tìm thấy dưới vịnh Khambat, khảo sát niên đại bằng Carbon xác định vào khoảng năm 7500 trước công nguyên. Văn hóa cuối thời kỳ đồ đá mới xuất hiện ở vùng lưu vực sông Ấn giữa giai đoạn năm 6000 và 2000 trước công nguyên và tại vùng Nam Ấn giữa giai đoạn năm 2800 và 1200 trước công nguyên.

## Thời kỳ đồ đồng

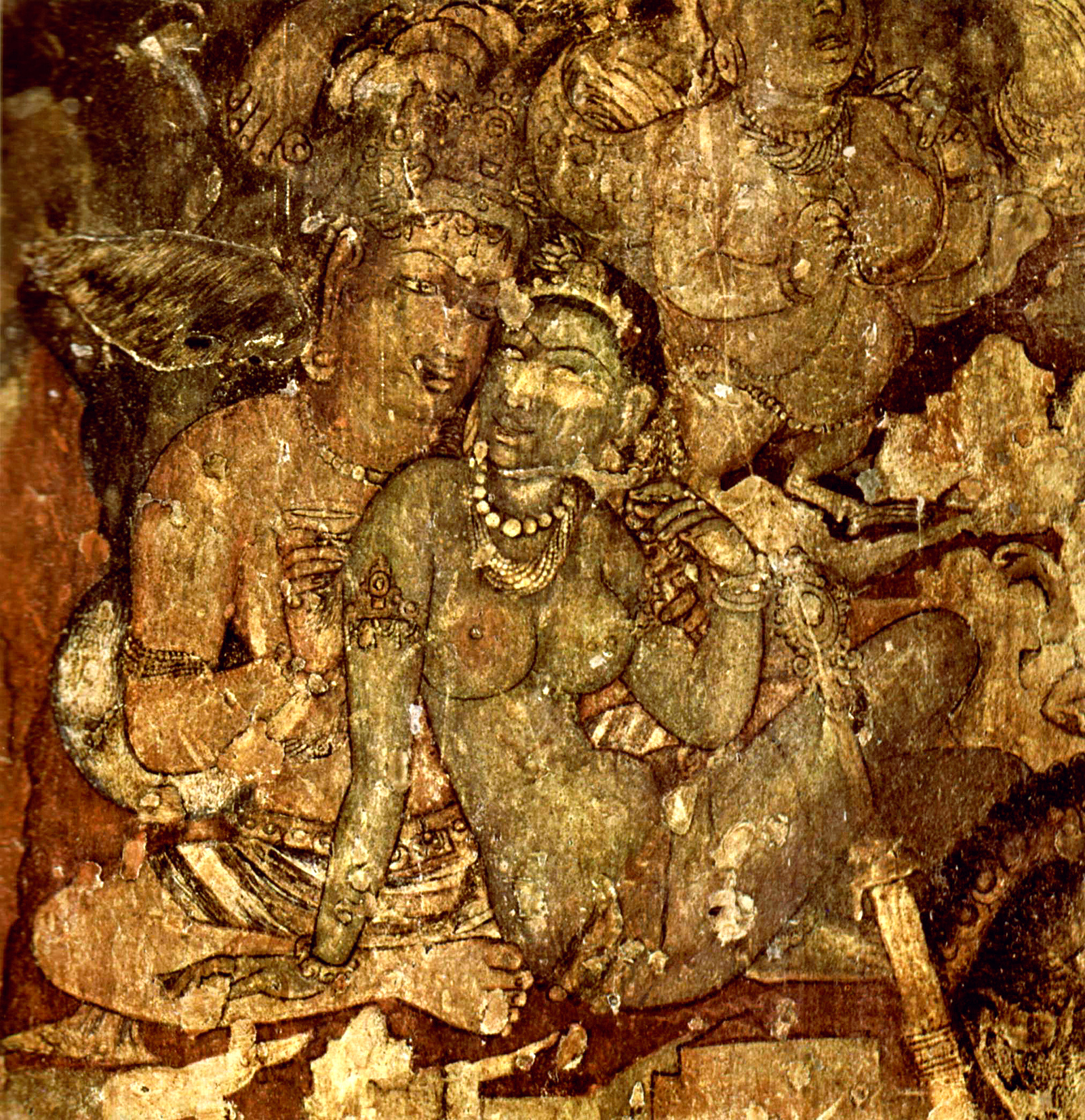
Tranh vẽ tường cổ đại tại các hang Ajanta, được làm trong thời kì Gupta

Thời kỳ đồ đồng tại tiểu lục địa Ấn Độ bắt đầu khoảng năm 3300 trước công nguyên với sự mở đầu của văn minh lưu vực sông Ấn. the Ganges-Yamuna Doab, Gujarat, and northern Afghanistan. Dân cư tại lưu vực sông Ấn cổ đại, người Harappa, phát triển những kỹ nghệ trong luyện kim, sản xuất đồng đỏ, đồng, chì và thiếc.

### Văn minh lưu vực sông Ấn

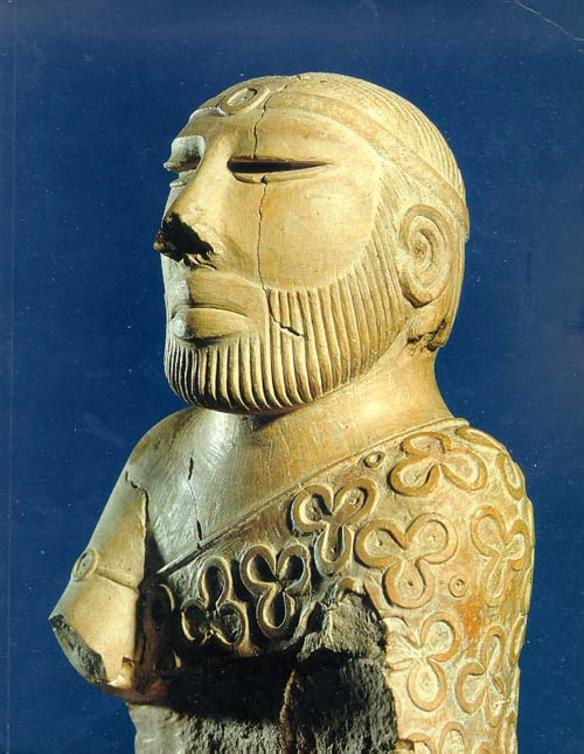
Tượng "vua Priest" thuộc nền văn minh lưu vực sông Ấn

Văn minh lưu vực sông Ấn, nền văn minh phát triển rực rỡ giai đoạn 2600 đến 1900 trước công nguyên, bao gồm các trung tâm đô thị như Harappa và Mohenjo-daro (tại Pakistan), đánh dầu thời kỳ mở đầu của văn minh đô thị tại tiểu lục địa Ấn Độ. Nó nằm ở trung tâm sông Ấn và các nhánh sông, và mở rộng tới lưu vực sông Ghaggar-Hakra, sông Ganges-Yamuna Doab, Gujarat, và phía Bắc Afghanistan.
Nền văn minh này nổi bật với việc xây dựng các thành phố bằng gạch, hệ thống cống rãnh thoát nước và những tòa nhà nhiều tầng. Giữa những khu định cư là những trung tâm đô thị lớn như Harappa và Mohenjo-daro, cũng như Dholavira, Ganweriwala, Lothal, Kalibanga và Rakhigarhi. Có giả thuyết cho rằng các xáo trộn địa chất cũng như những thay đổi về khí hậu mà hậu quả dẫn đến sự phá rừng chính là nguyên nhân dẫn đến sự suy sụp của nền văn minh này. Sự suy thoái của nền văn minh sông Ấn cũng bao gồm sự đổ vỡ của xã hội đô thị tại Ấn Độ, cũng như các đặc trưng của đô thị như sự sử dụng chữ viết và seals.

### Thời kỳ Vệ Đà

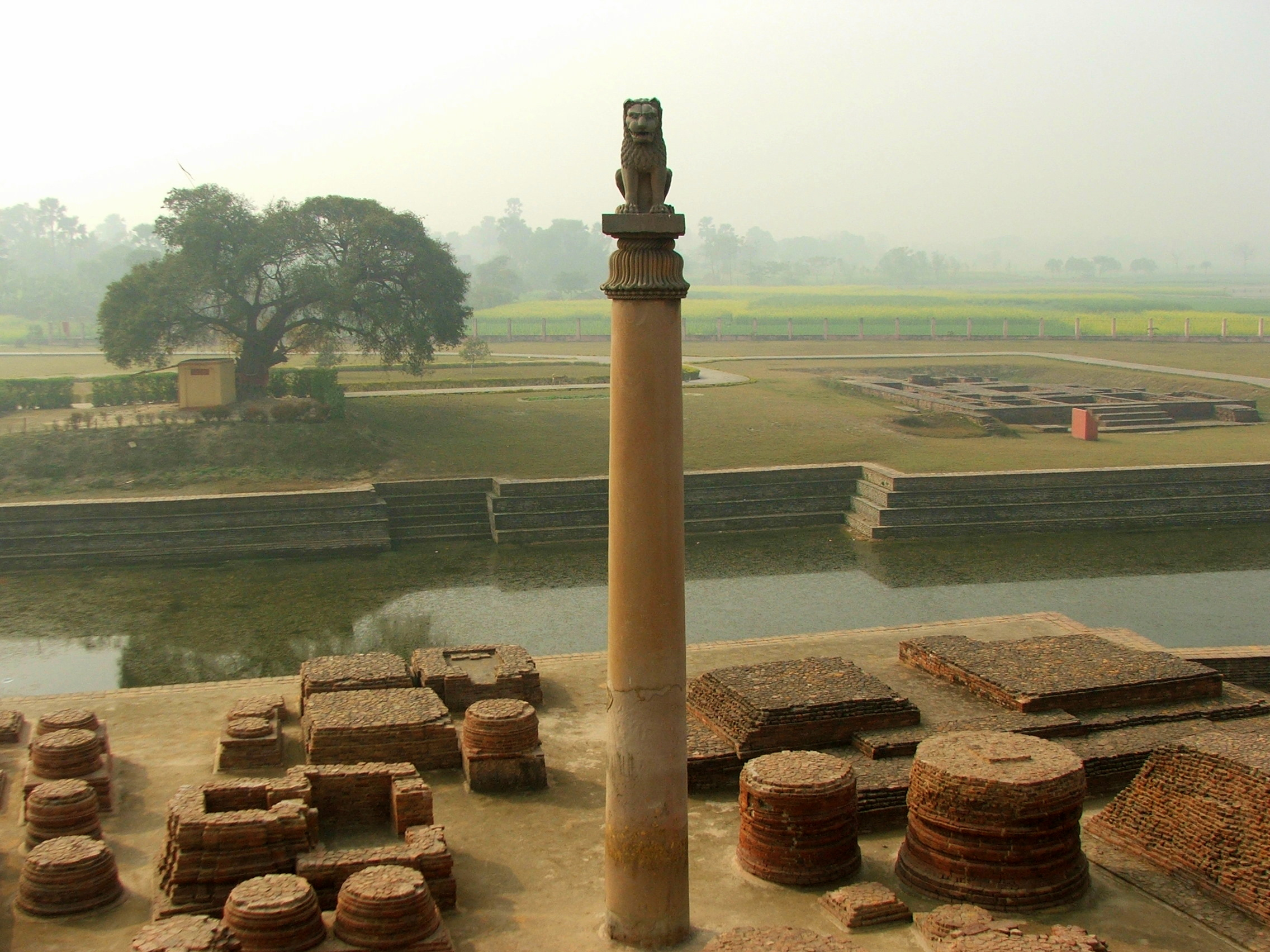
Cột Ashoka

Văn hóa Vệ Đà là văn hóa Ấn-Aryan có liên kết với kinh Vệ Đà, một trong những văn bản chữ viết cổ nhất còn tồn tại, được soạn truyền miệng bằng tiếng Phạn. Nó kéo dài từ khoảng năm 1500 đến năm 500 trước công nguyên. Lối giao tiếp (nói) chính thống, trong 500 năm đầu tiên (1500 - 1000 trước CN) của thời kỳ Vệ Đà tương tự với thời kỳ đồ đồng Ấn Độ và trong 500 năm tiếp theo (1000 - 500 trước CN) thì tương tự với thời kỳ đồ sắt Ấn Độ. Rất nhiều học giả ngày nay đặt giả thuyết rằng đã có một sự di cư của người Ấn-Aryan vào Ấn Độ và cho rằng những bộ tộc nói tiếng Ấn-Aryan thời đầu di cư vào phần Tây Bắc của tiểu lục địa vào đầu thiên niên kỷ thứ 2 trước công nguyên. Phần lớn các học giả cho rằng các bộ tộc Ấn-Aryan này có nguồn gốc từ Ba Tư, Kurdistan và Tiểu Á, những nơi mà họ di cư qua phía đông vào Ấn Độ, qua phía Tây vào châu Âu, vượt qua những người châu Âu bản địa phương Bắc rồi đồng hóa với người bản địa tại các vùng họ di cư tới, đồng thời phát tán văn hóa và ngôn ngữ của họ tại đó.
Xã hội đầu thời Vệ Đà bao gồm những bộ tộc dân du mục thảo nguyên bởi giai đoạn đô thị hóa muộn màng bị bỏ rơi bởi những lý do không được biết đến.
Sau Rigveda, xã hội Aryan ngày càng trở thành một xã hội nông nghiệp, nó được tổ chức xung quanh bốn Varnas. Bổ sung cho các tài liệu của Ấn Độ giáo (kinh Vệ Đà), những thiên anh hùng ca (như Ramayana và Mahabharata) được cho rằng có nguồn gốc từ thời kỳ này. Sự xuất hiện của người Ấn-Aryan thời đầu, cũng khớp với sự xuất hiện của đồ gốm làm bằng đất màu phát hiện tại các di chỉ khảo cổ.
Vaishali là thủ đô của "Licchavi," nước cộng hòa thứ hai trên thế giới chỉ sau Arwad. Vương quốc của bộ tộc Karus, được cho rằng là sự khởi đầu của văn hóa đồ gốm đen và đỏ cũng như sự bắt đầu của thời kỳ đồ sắt tại Tây Bắc Ấn Độ, khoảng năm 1000 trước công nguyên (cùng thời với sự ra đời của Atharvaveda, văn bản Ấn Độ đầu tiên đề cập đến sắt, như là śyāma ayas, có nghĩa "Kim loại đen"). Văn hóa gốm mỹ nghệ trải rộng rất nhiều vùng Bắc Ấn Độ đã phát triển mạnh mẽ từ khoảng năm 1100 đến 600 trước công nguyên. Thời kỳ sau này cũng tương ứng với một sự thay đổi trong viễn cảnh về hệ thống sinh sống kiểu bộ lạc đã dẫn đến sự thành lập các vương quốc gọi là Mahajanapadas.

## Thiết lập của Mahajanapadas

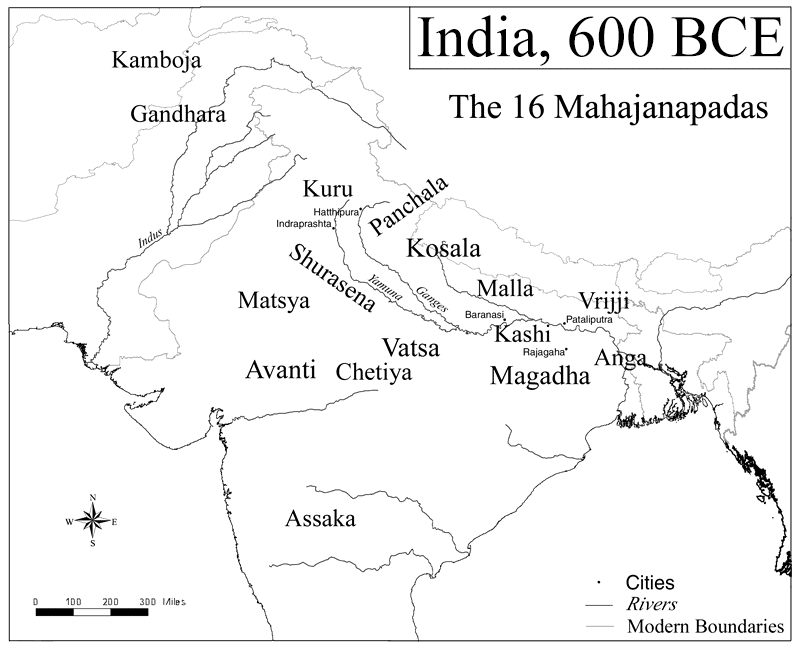
Ấn Độ 600 TCN

Mahajanapadas là 16 vương quốc và nước cộng hòa mạnh nhất của thời đại, nằm chủ yếu trải trên đồng bằng Ấn-Hằng phì nhiêu, tuy nhiên có một số vương quốc nhỏ hơn trải khắp chiều dài và chiều rộng của Ấn Độ
Trong thời đại theo sau thời đại Vệ Đà, một số vương quốc hay thành phố nhỏ hơn bao khắp tiểu lục địa, được nhắc đến trong văn bản Vệ Đà xưa đến năm 1000 TCN. Cho tới 600 TCN, 16 vương quốc và 'cộng hòa' được biết là Mahajanapadas — Kasi, Kosala, Anga, Magadha, Vajji (hay Vriji), Malla, Chedi, Vatsa (hay Vamsa), Kuru, Panchala, Machcha (hay Matsya), Surasena, Assaka, Avanti, Gandhara, Kamboja — trải khắp đồng bằng Ấn-Hằng từ vùng bây giờ là Afghanistan cho đến Bengal và Maharastra..
Đây là đợt đô thị hóa lớn thứ hai ở Ấn Độ sau văn minh thung lũng Ấn Độ. Nhiều bộ tộc nhỏ hơn được nhắc đến trong các văn bản cổ xưa dường như đã có mặt khắp tiểu lục địa. Một vài vua này là cha truyền con nối, trong khi các thành phố khác bầu lên lãnh đạo của họ. Ngôn ngữ của tầng lớp có giáo dục vào thời điểm đó là tiếng Phạn, trong khi tiếng nói của đại đa số dân chúng ở phía bắc Ấn Độ được gọi là Prakrit. Mười sáu vương quốc này đã giảm xuống còn bốn vào năm 500 TCN, đó là thời kỳ của Tất-đạt-đa Cồ-đàm, có lẽ là do xâm chiếm lẫn nhau. Bốn nước còn lại là Vatsa, Avanti, Kosala và Magadha.

## Cuộc xâm lăng của Ba Tư và Hy Lạp

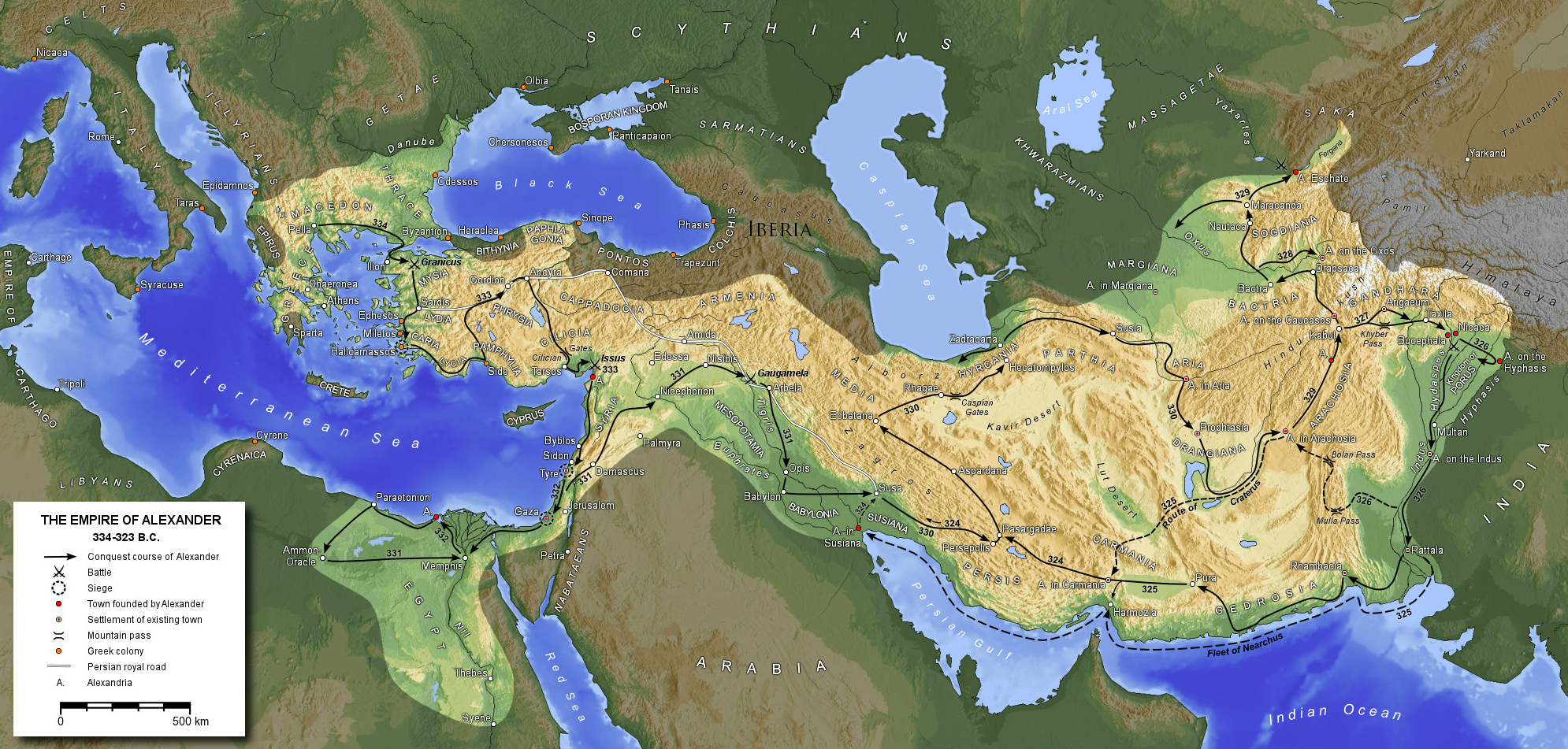
Những cuộc chinh phạt của Alexandros đã vươn tới vùng viễn Bắc của Ấn Độ, quanh khu vực sông Indus ở Pakistan ngày nay.

Phần lớn vùng Tây Bắc tiểu lục địa Ấn Độ (ngày nay thuộc vùng Đông Afghanistan và Pakistan phía Tây sông Ấn) chịu sự thống trị của đế quốc Ba Tư vào năm 520 trước CN trong suốt triều đại của Darius Đại đế và vùng đất này bị duy trì sự cai trị trong 2 thế kỷ sau đó. Năm 334 trước CN, Alexandros Đại đế tiêu diệt vương triều Achaemenes, xâm lược một phần nhỏ châu Á và đế quốc Ba Tư, ông xuống tới tận biên giới Tây Bắc tiểu lục địa Ấn Độ, tại đó ông đánh bại vua Porus trong trận Hydaspes (gần Jhelum ngày nay ở Pakistan) và xâm chiếm phần lớn Punjab. Tuy nhiên, quân đội của Alexandros từ chối vượt sông Hyphases (Beas) gần Jalandhar, Punjab. Alexandros bỏ rất nhiều chiến binh Macedonia tại các vùng bị xâm chiếm; còn ông thì quay lại và hành quân xuống phía Tây Nam.
Cuộc xâm chiếm của Ba Tư và Hy Lạp đã có những tác động lớn đến nền văn minh Ấn Độ. Hệ thống chính trị của người Ba Tư đã ảnh hưởng tới sự hình thành nền thống trị trên tiểu lục địa trong tương lai, bao gồm sự điều hành của triều đại Maurya. Thêm vào đó, vùng Gandhara, thuộc Tây Afghanistan và Tây Bắc Pakistan ngày nay, trở thành một nơi pha trộn của văn hóa Ấn Độ, văn hóa Trung Á, văn hóa Ba Tư và văn hóa Hy Lạp và đã vươn lên trở thành nền văn hóa lai căng, Hy-Phật giáo, loại hình văn hóa kết hợp giữa đạo Phật và văn hóa Hy Lạp đã duy trì cho đến tận thế kỷ thứ V CN và có ảnh hưởng đến sự phát triển nghệ thuật của phật giáo Đại Thừa.

## Thời kỳ hoàng kim

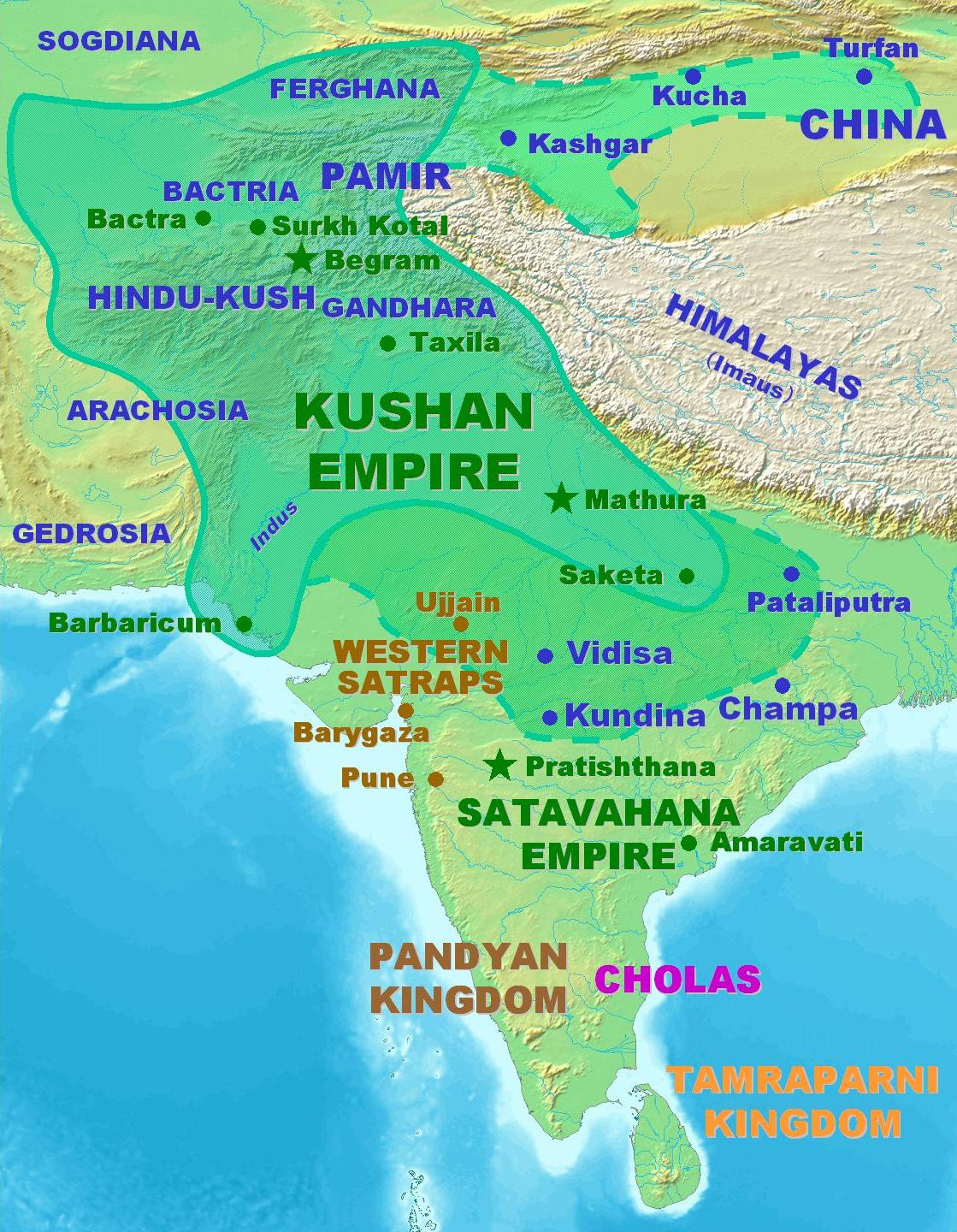
Đế quốc Kushan

Lãnh thổ của vương triều Chalukya

Lãnh thổ của Rajendra Chola vào khoảng năm 1030

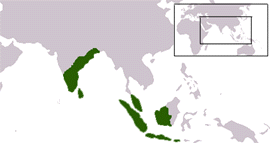
Vương triều Chola lúc cực thịnh (khoảng năm 1050).

Thời kỳ trung cổ của Ấn Độ là một giai đoạn phát triển văn hóa nổi bật. Satavahanas, hay còn gọi Andhras, là vương triều đã cai trị khắp vùng Nam và Trung tiểu lục địa Ấn Độ từ khoảng năm 230 TCN. Satakarni, vị vua thứ sáu của vương triều Satvahana, đã đánh bại vương triều Sunga ở Bắc Ấn Độ. Satvahana còn có một đế vương vĩ đại nữa, đó là Gautamiputra Satakarni. Vương quốc Kuninda là một quốc gia nhỏ ở Himalaya tồn tại từ khoảng thế kỷ thứ II TCN đến khoảng thế kỷ thứ III. Đế quốc Kushan từ Trung Á đã xâm nhập miền Tây Bắc Ấn Độ vào khoảng giữa thế kỷ thứ I, lập nên những đế quốc mà sau này trải dài từ Peshawar tới vùng trung lưu sông Hằng và có thể đến cả vịnh Bengal. Nó bao gồm cả nhà nước Bactria cổ đại (ở miền Bắc Afganistan ngày nay) và Nam Tajikistan. Các Tây Satrap (35-405) đã thống trị vùng Tây và Trung Ấn Độ. Họ kế tục các nhà nước Ấn-Scythia và cùng thời với các nhà nước Kusha ở miền Bắc tiểu lục địa Ấn Độ, và Satavahana (Andhra) ở miền Trung Ấn Độ.
Các đế quốc khác nhau như Vương quốc Pandya, Vương triều Chola, Vương triều Chera, Vương triều Kadamba, Vương triều Tây Ganga, các vương triều Pallava và Chalukya thay nhau thống trị miền Nam bán đảo Ấn Độ. Một vài vương quốc nữa đã hình thành ở vùng biển Đông Nam. Các nhà nước này đã tiến hành chiến tranh với nhau và với các nhà nước Decan để giành quyền bá chủ miền Nam. Kalabhras, một vương quốc theo đạo Phật, đã có lúc lấn át cả các vương triều hùng mạnh Chola, Chera and Pandya ở Nam Ấn.

## Cuối thời trung cổ
Kỷ nguyên kinh điển của Ấn Độ bắt đầu từ thời Gupta và những cuộc nổi dậy khi Harsha chinh phạt miền Bắc khoảng thế kỷ VII, và kết thúc bằng sự diệt vong của Đế quốc Vijayanagara ở miền Nam, trước những cuộc xâm lăng của các thế lực phương Bắc ở thế kỷ XIII. Đây là thời kỳ mà nền nghệ thuật của Ấn Độ đã có những tác phẩm đẹp nhất, được xem là bản thu nhỏ của sự phát triển nghệ thuật kinh điển, và sự phát triển của các hệ thống tinh thần và triết học sẽ được tiếp tục trong Ấn giáo, Phật giáo.

Tam giác Kanauj là trung tâm của các đế quốc - Rashtrakuta của Deccan, Pratihara của Kannauj, và Pala của Bengal.

Vua Harsha của Kannauj đã thống nhất được miền Bắc Ấn Độ trong thế kỷ VII, sau khi vương triều Gupta diệt vong. Nhưng sau khi ông qua đời, vương quốc của ông cũng diệt vong theo. Từ thế kỷ VII đến IX, có 3 vương triều cạnh tranh nhau để làm bá chủ miền Bắc Ấn: Pratihara của Malwa và sau đó là Kannauj, Pala của Bengal, và Rashtrakuta của Deccan. Vương triều Sena sau đó cai trị vương quốc Pala, còn Pratiharas thì phân rã thành nhiều nhà nước nhỏ. Đây là những Rajputs đầu tiên, những vương quốc cố tồn tại dưới hình thức nào đó suốt gần một thiên niên kỷ cho đến khi Ấn Độ giành được độc lập từ người Anh. Các sử liệu cho biết các vương quốc Rajput đã xuất hiện ở Rajasthan vào thế kỷ VI, các vương quốc Rajput nhỏ đã thống trị nhiều vùng của Bắc Ấn. Có một Rajput của dòng họ Chauhan, đó là Prithvi Raj Chauhan, đã có những cuộc chiến đẫm máu chống lại sự xâm lấn của các Hồi vương. Triều Shahi đã cai trị miền Đông Afghanistan, miền Bắc Pakistan, và Kashmir từ giữa thế kỷ VII đến đầu thế kỷ XI. Trong khi tư tưởng thành lập một đế quốc Đại Ấn Độ sụp đổ ở miền Bắc khi đế quốc của Harsha diệt vong, nó lại hình thành ở miền Nam.
Vương triều Chalukya thống trị miền Nam và Trung Ấn Độ từ năm 550 đến 750 từ Badami, Karnataka và một lần nữa từ năm 970 đến năm 1190 từ Kalyani, Karnataka. Pallavas của Kanchi chiếm lĩnh phía Nam cùng thời gian đó. Cùng với sự suy vong của đế quốc Chalukya, các nước chư hầu Hoysalas của Halebid, Kakatiya của Warangal, Seuna Yadavas của Devagiri nhánh miền Nam của Kalachuri đã chia nhau Chalukya vào khoảng giữa thế kỷ XII. Sau này, vương quốc Chola nổi lên ở vùng Bắc Tamil Nadu, và vương quốc Chera ở Kerala. Vào năm 1343, đã suy vong trước sự phát triển của đế quốc Vijayanagara. Các vương quốc Nam Ấn thời này đã khuếch đại ảnh hưởng của mình tới tận Indonesia, kiểm soát rất nhiều đế quốc hải đảo ở Đông Nam Á. Các hải cảng Nam Ấn được phát triển để phục vụ thương mại Ấn Độ Dương, chủ yếu là hương liệu, với Đế quốc La Mã ở phía Tây và Đông Nam Á ở phía Đông. Nền văn học bằng các ngôn ngữ bản địa và nền kiến trúc đặc sắc đã phát triển rực rõ cho đến đầu thế kỷ XIV khi những cuộc Nam chinh của hồi vương ở Dehli đã tiêu diệt một phần lớn các vương quốc ở đây. Vương triều Vijayanagara theo Ấn giáo đã xung đột với các thế lực Hồi giáo (vương quốc Bahmani) và sự xung đột của 2 hệ thống này, đã dẫn tới sự pha trộn lâu dài về sắc tộc và văn hóa lẫn nhau. Đế quốc Vijaynagar cuối cùng suy tàn do sức ép của những vương triều Hồi giáo Dehli đầu tiên lúc đó mới hình thành ở miền Bắc lấy trung tâm là nơi mà nay là thành phố Dehli.

## Kỷ nguyên của các đế chế Hồi giáo

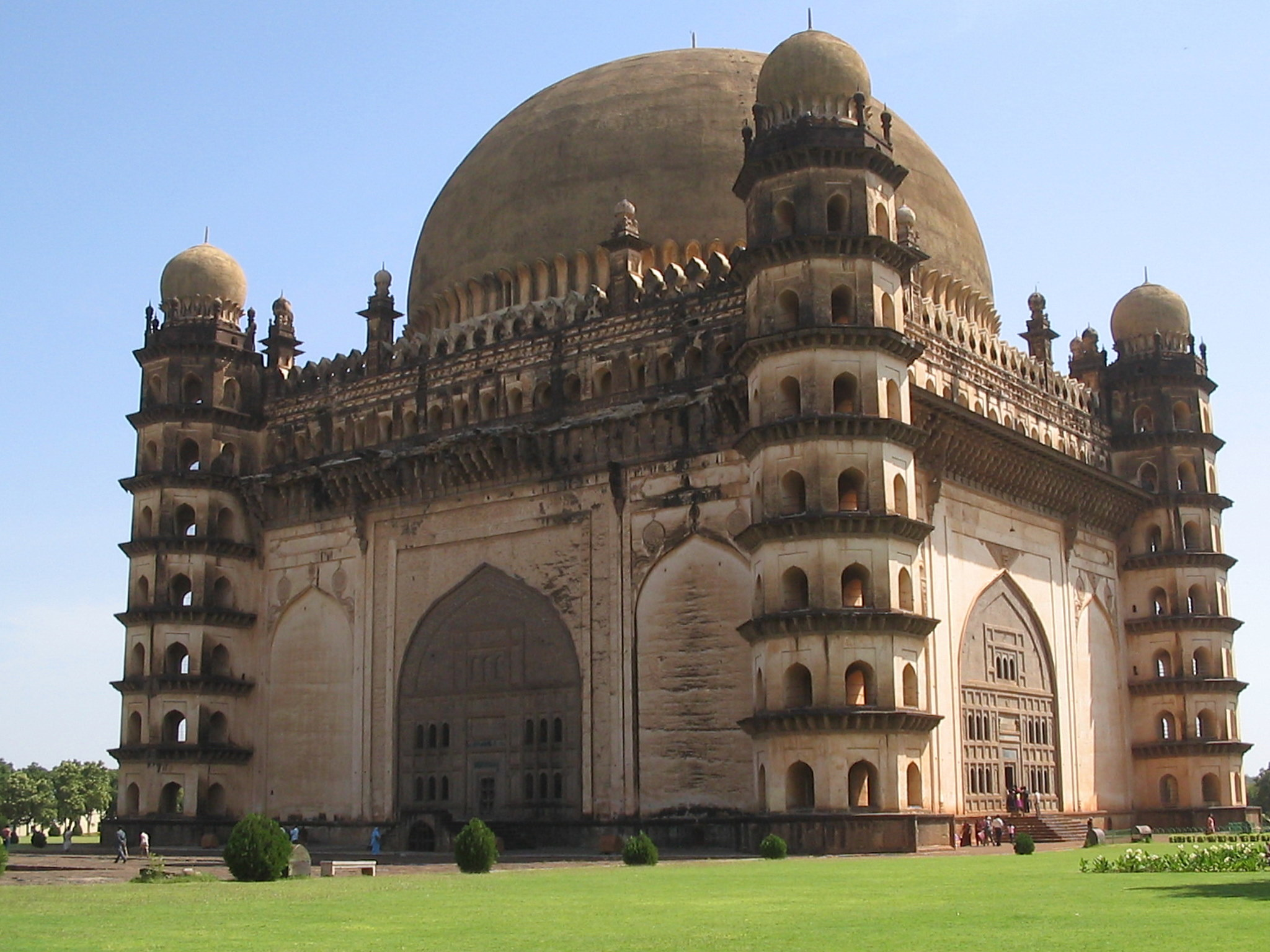
Gol Gumbaz ở Bijapur, là mái vòm tiền hiện đại lớn thứ 2 trên thế giới sau Byzantine Hagia Sophia.

Sau khi Hồi giáo chinh phục Ba Tư (nay là Iran) phía Tây Ấn Độ, họ lại muốn chinh phục cả Ấn Độ, nền văn minh cổ điển giàu có nhất, nơi có nền thương mại quốc tế phát triển và những mỏ kim cương nổi tiếng thế giới. Các vương quốc ở phía Bắc Ấn Độ đã kháng cự suốt vài thế kỷ, song những vương quốc hồi giáo vẫn được thành lập và mở rộng ra cả miền Bắc của tiểu lực địa. Nhưng, trước khi có những cuộc xâm lăng của các tộc người Turk, các cộng đồng thương mại Hồi giáo đã phát triển phồn thịnh suốt dọc miền duyên hải Nam Ấn Độ, đặc biệt là ở Kerala, nơi mà những người Hồi giáo từ bán đảo A Rập di cư tới cùng với các mối liên hệ thương mại ở Ấn Độ Dương. Tuy nhiên, điều này đánh dấu sự thâm nhập của tín ngưỡng Abraham Trung Đông vào văn hóa dharma Hindu có sẵn ở miền Nam Ấn Độ, thường là dưới hình thức nguyên thủy. Sau đó, các vương quốc hồi giáo Bahmani và Deccan đã phát triển phồn thịnh ở miền Nam.

### Hồi quốc Delhi

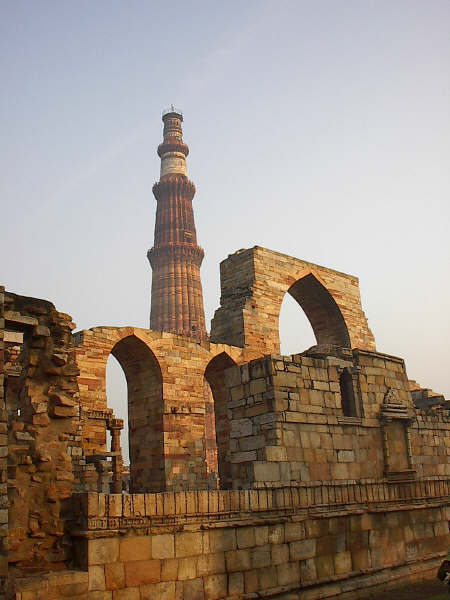
Qutub Minar là minaret (tháp nhà thờ Hồi giáo) bằng gạch cao nhất thế giới, được xây dựng theo lệnh của Qutb-ud-din Aybak.

Trong các thế kỷ XII và XIII, các tộc người Thổ và Pashtun đã xâm lăng các vùng ở miền Bắc Ấn Độ và lập nên Hồi quốc Delhi vào khoảng đầu thế kỷ XIII, dưới hình thức nhà nước Rajput. Hồi quốc Mamluk kế tiếp đã tiếp tục chính phục các vùng đất rộng lớn hơn ở Bắc Ấn Độ, xấp xỉ diện tích xưa kia của triều Gupta, trong khi đế quốc Khilji thậm chí còn chinh phục được hầu hết miền Trung Ấn Độ, nhưng rồi lại không thành công trong việc chinh phục và hợp nhất cả tiểu lục địa này. Hồi quốc đã đánh dấu sự khởi đầu của cuộc phục hưng văn hóa Ấn Độ. Sự hòa trộn văn hóa Ấn-Hồi đã dẫn tới sự ra đời của các công trình kiến trúc, âm nhạc, văn học, tín ngưỡng, và trang phục mang tính tổng hợp. Người ta phỏng đoán rằng ngôn ngữ Urdu (nghĩa đen là "bộ lạc" hay "trại" trong nhiều phương ngữ Turk) được hình thành chính trong thời kỳ Hồi quốc Dehli bởi sự pha trộn của những người nói tiếng Sanskrit bản địa với những người dân nói tiếng Ba Tư, Turk và A Rập di cư tới trong thời kỳ người Hồi giáo cai trị. Hồi quốc Delhi là đế quốc Ấn Độ-Hồi giáo duy nhất có nhân vật nữ trong số chỉ vài nhân vật nữ cầm quyền ở Ấn Độ, đó là Razia Sultan (1236-1240).
Timur, kẻ chinh phạt vĩ đại người Turk-Mông Cổ, bắt đầu tấn công triều Tughlaq ở thành phố Delhi ngày nay vào năm 1398. Quân đội của sultan Nasir-u Din Mehmud của Tughlaq đã bị đánh bại vào ngày 17 tháng 12 năm 1398. Timur tiến vào Delhi, cướp bóc và tàn phá thành phố rồi rút lui.

## Thời kì Mogul

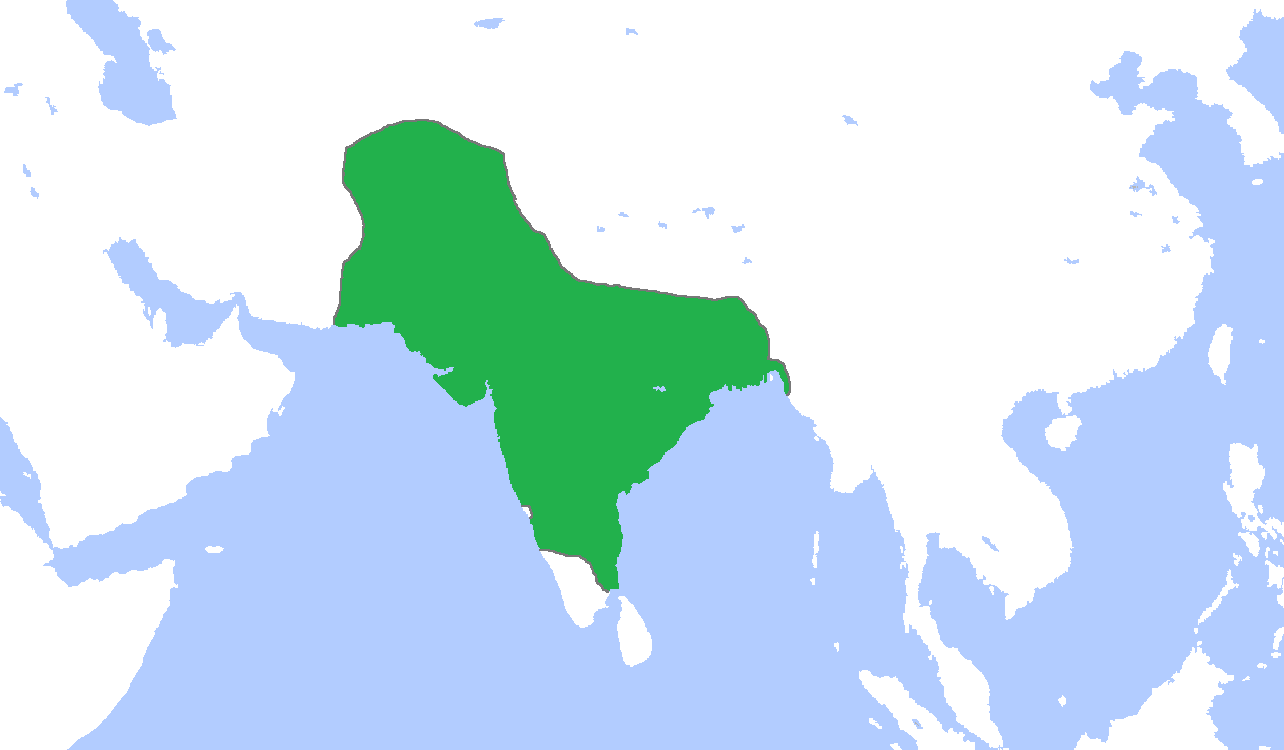
Phạm vi của Đế quốc Mogul vào thế kỷ XVII.

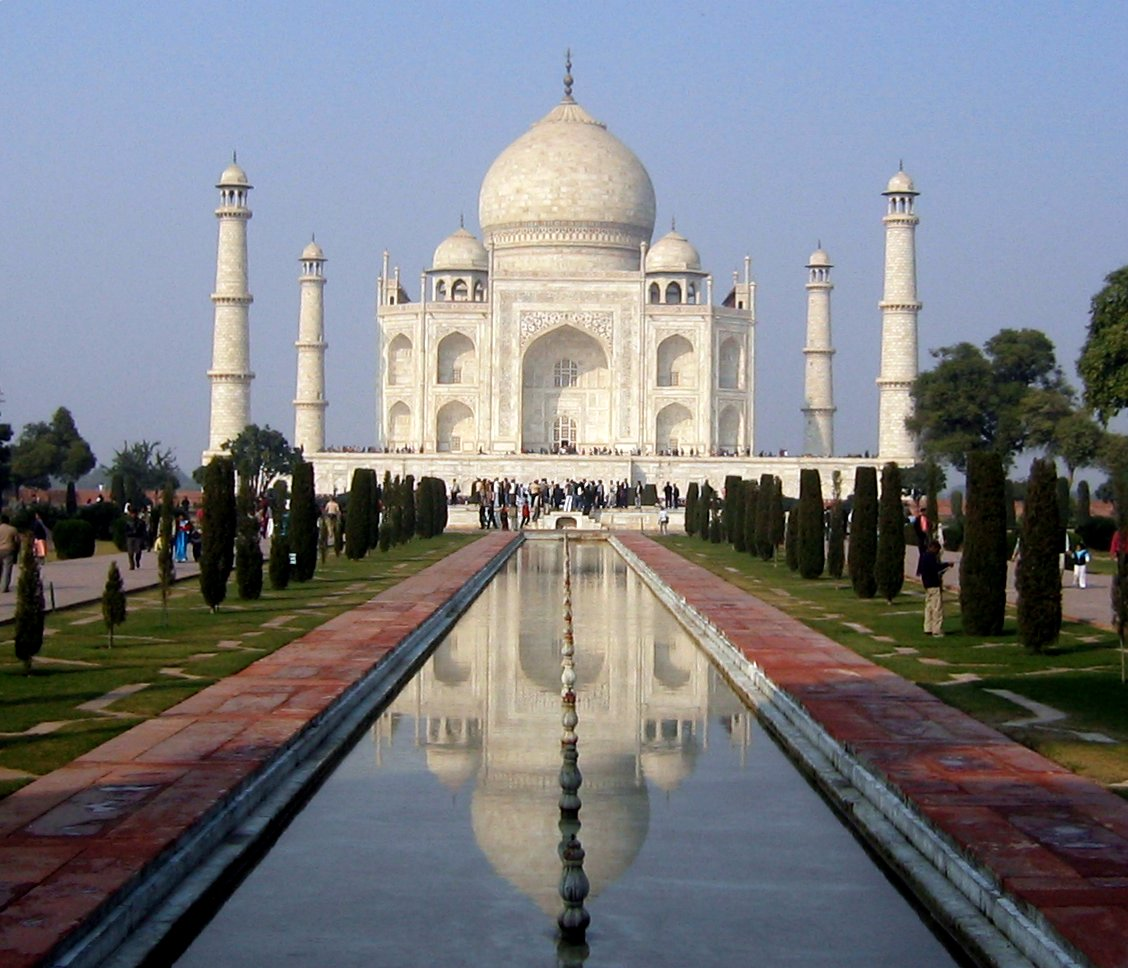
Taj Mahal, do hoàng đế Mogul là Shah Jahan xây dựng

Năm 1526, Babur, một hậu duệ của Timur và Thành Cát Tư Hãn, đã vượt qua Đèo Khyber và lập nên Đế quốc Mogul, tồn tại đến hơn 200 năm. Triều Mogul thống trị gần hết tiểu lục địa Ấn Độ vào năm 1600; Sau năm 1707, đế chế này bắt đầu suy yếu dần và diệt vong vào năm 1857 sau khi bị thất bại trong Khởi nghĩa Ấn Độ 1857. Thời kỳ này đánh dấu sự thay đổi xã hội mạnh mẽ ở tiểu lục địa khi đa số người Ấn Độ giáo bị các hoàng đế Mogul cai trị, và họ đã phải nhẫn nại bảo vệ tín ngưỡng của mình, cũng có nghĩa là trung thành với văn hóa Ấn Độ giáo. Vị hoàng đế nổi tiếng Akbar, cháu nội của Babar, đã cố gắng tạo lập quan hệ hữu hảo với người Ấn Độ giáo. Song, các vị hoàng đế tiếp theo như Aurangazeb lại cố gắng hoàn thành sự thống trị của Hồi giáo và kết quả là một vài ngôi đền lịch sử đã bị phá hủy và những người không theo đạo Hồi bị đánh thuế. Trong thời kỳ Đế quốc Mogul suy yếu, tức là sau thời điểm đế quốc này có phạm vi lãnh thổ rộng tương đương lãnh thổ của đế quốc cổ đại Maurya, một vài đế quốc nhỏ hơn đã hình thành và lấp khoảng trống quyền lực hoặc góp phần mình vào sự suy yếu của Mogul. Vương triều Mogul có lẽ là vương triều giàu có nhất từng tồn tại. Năm 1739, Nader Shah đã đánh bại quân đội Mogul trong Đại chiến Karnal. Sau khi thắng lợi, Nader đã chiếm và cướp phá Delhi, mang đi rất nhiều kho báu, gồm cả chiếc Ngai Chim Công.
Trong thời kì Mogul, các thế lực chính trị chi phối bao gồm đế quốc Mogul và các chư hầu của nó, và sau đó là các quốc gia kế tục nổi lên - kể cả liên minh Maratha - kẻ đã chiến đấu chống lại vương triều Mogul đang ngày một suy yếu và không được tôn kính nữa. Các hoàng đế Mogul, mặc dù thường sử dụng chiến thuật thô bạo để cai trị đế quốc của mình, đã có chính sách hội nhập với văn hóa Ấn Độ và điều này khiến họ thành công ở những nơi mà vương triều Delhi đã thất bại. Akbar Đại đế đặc biệt nổi tiếng vì chính sách này. Akbar đã tuyên bố "Amari" hay không sát sinh trong những ngày lễ thiêng của đạo Jaina. Ông giảm mức "thuế Jazia" đánh vào những người không theo đạo Hồi. Các hoàng đế Mogul đã kết hôn với các quý tộc địa phương, và liên minh với các Maharaja địa phương, có gắng pha trộn văn hóa Thổ-Ba Tư của họ với phong cách Ấn Độ cổ, tạo nên kiến trúc Ấn-Saracen độc đáo. Chính sự xói mòn của truyền thống này cùng với sự thô bạo và tập quyền ngày càng tăng đã góp phần quan trọng vào sự sụp đổ sau Aurangzeb, vị hoàng đế Mogul không như các tiên đế của mình, đã áp dụng các chính sách tương đối không đa nguyên đối với phần lớn dân chúng, khiến cho người Hindu chiếm đa số nổi giận.

## Thời kỳ hậu Mogul
Xem thêm: Lịch sử đạo Sikh, Shivaji, Tippu Sultan, Nizam, Ranjit Singh, và Ahmad Shah Abdali

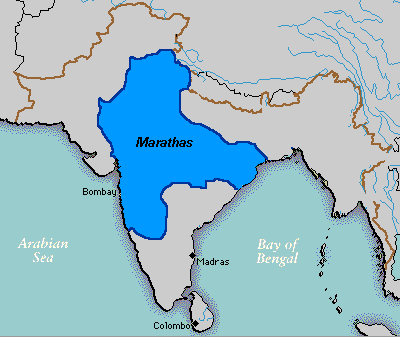
Đế quốc Maratha năm 1760. Đế quốc Ấn giáo cuối cùng ở Ấn Độ.

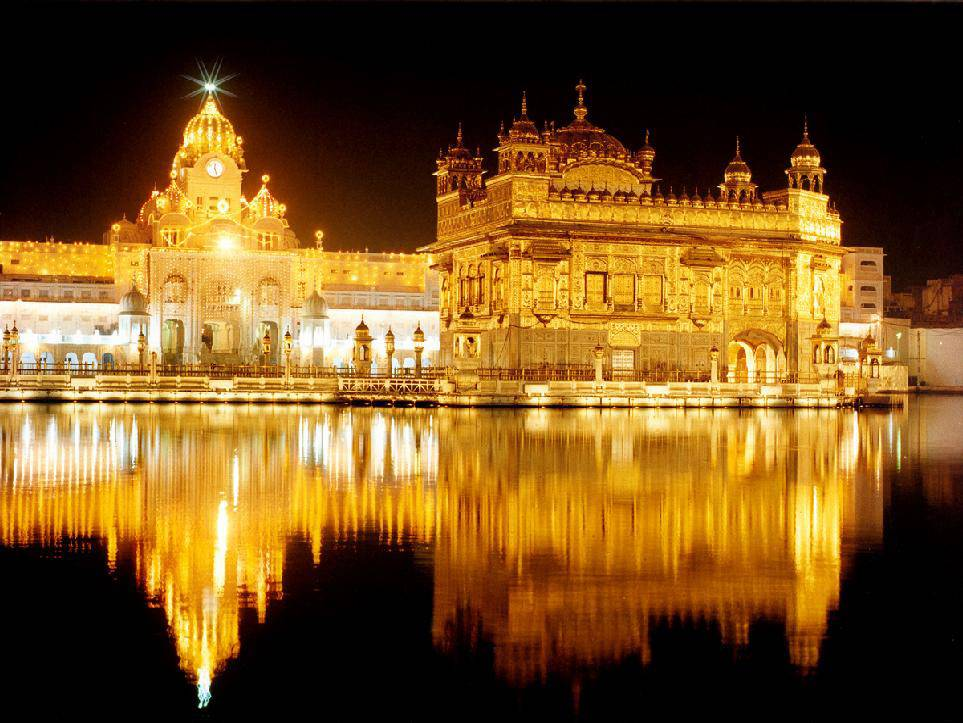
Harmandir Sahib hay Đền Vàng là nơi thờ cúng thiêng liêng nhất đối với các tín đồ đạo Sikh

Trong thời kỳ hậu Mogul, người ta chứng kiến sự thống trị của bá chủ Maratha cũng như các nhà nước khu vực nhỏ khác (hầu hết là các nhà nước chư hầu hậu Mogul), chứng kiến các hoạt động ngày một gia tăng của các thế lược phương Tây. Vương quốc Maratha được thành lập và củng cố bởi Shivaji. Vào thế kỷ XVIII, nhà nước này phát triển thành Đế quốc Maratha dưới sự cai trị của các Peshwa. Năm 1760, đế quốc này đã trải rộng thực tế gần như khắp tiểu lục địa. Sự bành trướng của đế quốc bị chặn lại sau khi Maratha bị quân Afghan của Ahmad Shah Abdali đánh bại tại Trận Panipat lần thứ ba (năm 1761). Vị Peshwa cuối cùng, Baji Rao II, lại bị quân đội Anh quốc đánh bại trong Chiến tranh Anh-Maratha lần thứ ba.
Mysore là một vương quốc ở Nam Ấn Độ, do vương triều Wodeyar thành lập vào khoảng năm 1400. Sự cai trị của các Wodeyar bị ngắt quãng bởi Hyder Ali và con trai là Tippu Sultan. Dưới sự cai trị của 2 người này, Mysore đã giành chiến thắng trong một loạt cuộc chiến tranh mà đôi khi trước những đội quân liên minh giữa Anh và Maratha, nhưng hầu hết là trước người Anh với sự hỗ trợ của Pháp. Hyderabad do Triều Qutb Shahi của Golconda thành lập vào năm 1591. Sau một khoảng thời gian ngắn bị Môgôn cai trị, Asif Jah, một viên quan của Mogul, đã giành được quyền kiểm soát Hyderabad và tự tuyên bố mình là Nizam-al-Mulk của Hyderabad vào năm 1724. Sau đó nước này do một Nizam cha truyền con nối cai trị suốt từ năm 1724 đến năm 1948. Cả Mysore lẫn Hyderabad đều trở thành thuộc quốc của Ấn Độ thuộc Anh.
Vương quốc Punjab do người Sikh cai trị là một thực thể chính trị đã cai trị vùng mà ngày nay là Punjab. Đây là khu vực rộng lớn cuối cùng ở tiểu lục địa bị người Anh chinh phục. Các cuộc chiến tranh Anh-Sikh đã đánh dấu sự sụp đổ của Đế quốc Sikh. Vào quãng thế kỷ XVIII, Nepal ngày nay được thành lập bởi các thủ lĩnh Gorkha, và các Shah và Rana đã nỗ lực rất cao để bảo vệ bản sắc dân tộc và sự toàn vẹn của mình.

## Thời kỳ thuộc địa
Thành tựu hàng hải của Vasco da Gama đã tìm ra cho châu Âu một hải trình mới tới Ấn Độ vào năm 1498 và tạo thuận lợi cho thương mại Ấn-Âu. Người Bồ Đào Nha nhanh chóng thiết lập các thương điếm tại Goa, Daman, Diu và Bombay. Tiếp theo là người Hà Lan, người Anh thiết lập một thương điếm ở cảng Surat năm 1619— rồi người Pháp. Những cuộc xung đột giữa các vương quốc Ấn Độ đã tạo cơ hội cho thương nhân châu Âu dần dần tạo được những ảnh hưởng chính trị và trú chân vững chắc. Mặc dù những thế lực châu Âu lục địa này đã kiểm soát nhiều khu vực ở Nam và Đông Ấn Độ trong thế kỷ sau đó, cuối cùng họ vẫn để mất tất cả lãnh địa của mình ở Ấn Độ vào tay người Anh, ngoại trừ ngoài Pháp còn giữ được các tiền đồn ở Pondicherry và Chandernagore, người Hà Lan còn giữ được cảng ở Travancore, và người Bồ Đào Nha chỉ còn vài thuộc địa nhỏ ở Goa, Daman, và Diu.

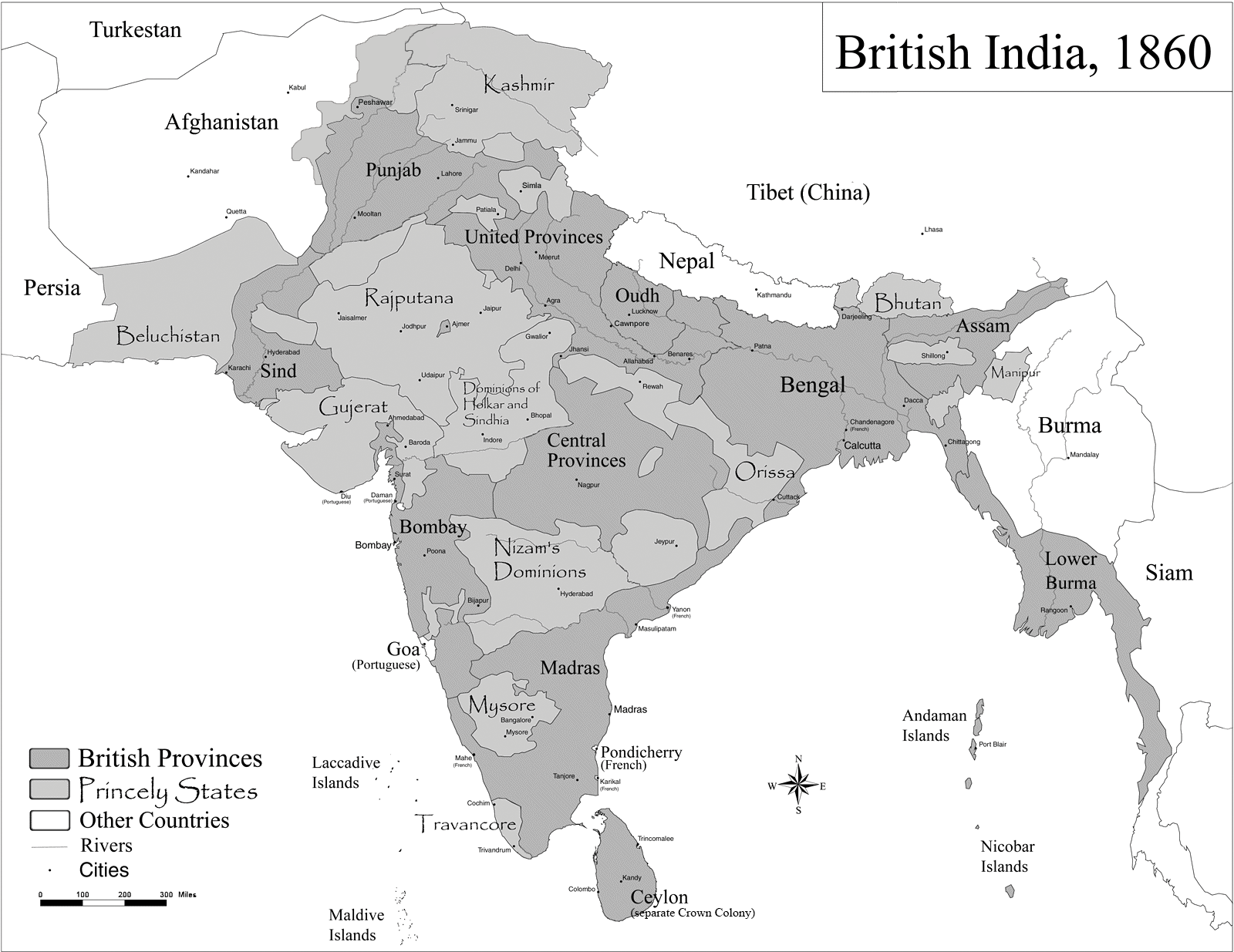
Bản đồ Ấn Độ: vùng xẫm là các tỉnh thuộc Anh, vùng xẫm nhẹ là các tiểu vương quốc Ấn Độ, vùng trắng là các nước xung quanh.

Công ty Đông Ấn Anh được hoàng đế Môgôn là Jahangir cho phép buôn bán với Ấn Độ vào năm 1617. Dần dần họ tăng được ảnh hưởng của mình và làm cho hoàng đế Môgôn trên thực tế là Farrukh Siyar trao cho họ dastaks hay quyền buôn bán tự do ở Bengal vào năm 1717. Nawab of Bengal Siraj Ud Daulah, người cai trị trên thực tế tỉnh Bengal, đã chống lại những nỗ lực của người Anh khai thác quyền lợi này. Điều đó dẫn tới Trận Plassey năm 1757, tại đó "quân đội" của Công ty Đông Ấn do Robert Clive chỉ huy đã đánh bại quân của Nawab. Đây là cơ sở chính trị đầu tiên để người Anh đòi hỏi quyền lợi về lãnh thổ ở Ấn Độ. Clive được Công ty Đông Ấn bổ nhiệm làm "Toàn quyền Bengal" đầu tiên vào năm 1757. Sau Trận Buxar năm 1764, Công ty Đông Ấn đã đòi được quyền dân sự về hành chính ở Bengal; việc này đánh dấu sự khởi đầu của công cuộc cai trị chính thức, mà về sau đã nhấn chính hầu hết Ấn Độ và làm tiêu tan sự thống trị Môgôn cũng như chính vương triều này trong vòng 1 thế kỷ tiếp theo. 
Công ty Đông Ấn đã giữ độc quyền về thương mại ở Bengal. Họ ban hành chế độ địa tô gọi là Permanent Settlement - một chế độ kiểu phong kiến ở Bengal (xem Zamindar).
Vào những năm 1850, Công ty Đông Ấn đã kiểm soát gần hết tiểu lục địa Ấn Độ, bao gồm cả Pakistan và Bangladesh ngày nay. Chính sách cai trị của họ đôi khi được mô tả cô đọng là Chia để trị, lợi dụng sự kình định giữa các tiểu vương quốc, các nhóm xã hội và tôn giáo. Trong thời kỳ British Raj, nạn đói, thường góp phần làm cho các chính sách cai trị thất bại, một vài trận đói khủng khiếp nhất còn được ghi chép lại, gồm cả Đại nạn đói 1876–78, đã khiến cho từ 6,1 triệu đến 10,3 triệu người chết và nạn đói ở Ấn Độ 1899–1900, làm từ 1,25 triệu đến 10 triệu người chết. Đại dịch hạch lần thứ ba khởi đầu từ Trung Quốc giữa thế kỷ XIX, lây lan khắp lục địa và đã làm 10 triệu người Ấn Độ thiệt mạng. Mặc dù dịch bệch và nạn đói thường trực, nhưng dân số của tiểu lục địa Ấn Độ, đã tăng từ 125 triệu vào năm 1750, lên 389 triệu vào năm 1941.
Phong trào lớn đầu tiên chống lại sự thống trị khắc nghiệt của Công ty Đông Ấn Anh quốc là Khởi nghĩa Ấn Độ năm 1857, còn gọi là "Binh biến Ấn Độ" hay "Binh biến lính Ấn" hay "Chiến tranh Độc lập lần thứ nhất". Sau 1 năm lạc loạn, quân đội của Công ty Đông Ấn với sự hỗ trợ của quân đội Anh đã trấn áp được cuộc nổi dậy. Lãnh tụ trên danh nghĩa của cuộc nổi dậy, vị hoàng đế Môgôn cuối cùng Bahadur Shah Zafar, phải lưu vong ở Miến Điện, các con của ông bị chém đầu và dòng dõi Môgun chấm dứt. Ngay sau binh biến, toàn bộ quyền lực đã được chuyển từ tay Công ty Đông Ấn sang Nhà nước Anh. Nhà nước Anh cai trị hầu hết Ấn Độ làm thuộc địa; phần đất của Công ty Đông Ấn do công ty này trực tiếp kiểm soát và phần còn lại thông qua các tiểu vương Ấn Độ. Có khoảng 565 tiểu vương quốc ở tiểu lục địa Ấn Độ vào thời điểm người Anh trao trả độc lập cho Ấn Độ vào tháng 8 năm 1947.

## Phong trào đấu tranh giành độc lập ở Ấn Độ

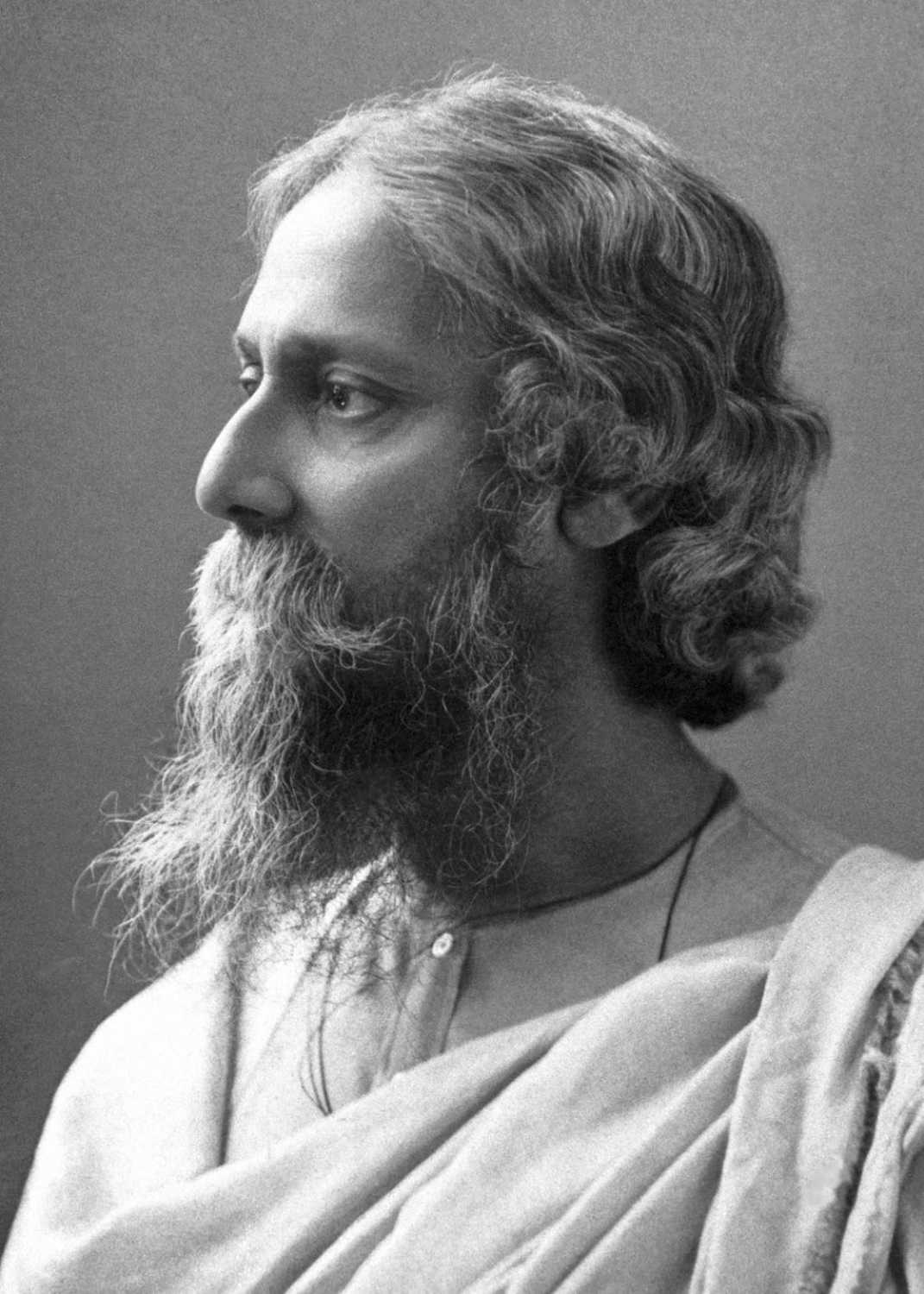
Rabindranath Tagore là người châu Á đầu tiên đoạt giải Nobel và là tác giả của quốc ca Ấn Độ.

Bước đầu tiên tiến tới độc lập và nền dân chủ kiểu phương Tây ở Ấn Độ là việc bổ nhiệm các ủy viên hội đồng người Ấn vào hội đồng tư vấn cho phó vương, và việc thành lập các hội đòng tỉnh có các thành viên là người Ấn tham gia rộng rãi vào các hội đồng lập pháp. Từ năm 1920 các nhà lãnh đạo như Mohandas Karamchand Gandhi đã bắt đầu tiến hành các phong trào rộng rãi chống lại British Raj. Subash Chandara Bose là một nhà đấu tranh vì tự do khác đã thành lập các lực lượng có vũ trang để chống lại nhà cầm quyền Anh. Bhagat Singh cũng là một nhà đấu tranh vì tự do, được xem là một trong những nhà cách mạng có ảnh hưởng nhất trong phong trào đấu tranh giành độc lập ở Ấn Độ. Ông thường được gọi là Shaheed Bhagat Singh (từ shaheed có nghĩa là "kẻ tử vì đạo"). Veerapandiya Kattabomman là một nhà đấu tranh vì tự do khác, người đã khởi xướng phong trào của mình chống lại nhà cầm quyền bằng cách chống sưu thuế. Các hoạt động cách mạng chống lại nhà cầm quyền Anh cũng nổ ra ở hầu khắp tiểu lục địa Ấn Độ, và những phong trào này đã giành lại được nền độc lập cho tiểu lục địa này vào năm 1947. Một năm sau, Gandhi bị ám sát. Nhưng, ông đã thành công trong việc giành lại độc lập cho tổ quốc mình.

## Độc lập và chia cắt

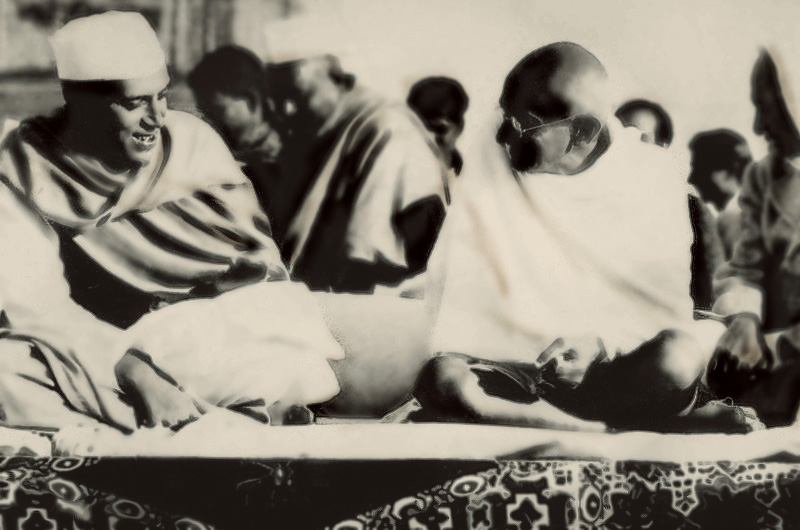
Mahatma Gandhi và Jawaharlal Nehru năm 1937.

Cùng với ước vọng độc lập, sự căng thẳng giữa người Hindu và người Hồi giáo cũng phát triển theo năm tháng. Người Hồi giáo luôn là nhóm người thiểu số, và triển vọng về một chính quyền của riêng người Hindu đã khiến họ lo ngại; họ không tin sự cai trị của người Hindu cũng chẳng kém gì sự cai trị của người Anh. Năm 1915, Mohandas Karamchand Gandhi đã thành công một cách kỳ lạ trong việc lãnh đạo sự đoàn kết giữa hai nhóm người để giành độc lập cho nước mình. 
Ảnh hưởng thế tục của Gandhi tới Ấn Độ và khả năng của ông trong việc giành độc lập thông qua một phong trào rộng rãi hoàn toàn không bạo lực đã làm cho ông trở thành một trong những nhà lãnh đạo vĩ đại nhất. Ví dụ, việc ông mặc trang phục vải thô dệt thủ công Khadi đã làm suy yếu ngành dệt của người Anh và ông đã hướng dẫn được đoàn tuần hành ra biển, nơi những người tuần hành tự làm ra muối để phản đối sự độc quyền của người Anh. Người Ấn Độ đã gọi ông là Mahatma, hay Linh hồn Vĩ đại. Người Anh đã phải cam kết rời khỏi Ấn Độ vào năm 1947.
Các lãnh thổ Ấn Độ thuộc Anh đã giành được độc lập vào năm 1947, sau khi phân chia thành Liên bang Ấn Độ và Lãnh thổ tự trị Pakistan. Tiếp theo và trước khi có sự chia cắt các tỉnh Punjab và Bengal, bạo động giữa người Sikh, Hindu và Hồi giáo đã bùng nổ ở một vài nơi, bao gồm Punjab, Bengal và Delhi, làm 500.000 người thiệt mạng. Ngoài ra, vào thời kỳ này, người ta còn chứng kiến một trong những cuộc di cư ồ ạt nhất trong lịch sử hiện đại, với khoảng 12 triệu người Hindu, Sikh và Hồi giáo di chuyển giữa các quốc gia mới được thành lập là Ấn Độ và Pakistan.